# Hesperapis laticeps
Hesperapis laticeps is een vliesvleugelig insect uit de familie Melittidae. De wetenschappelijke naam van de soort is voor het eerst geldig gepubliceerd in 1917 door Crawford.